# Юнион (округ, Арканзас)
Ю́нион (англ. Union County) — округ, расположенный в штате Арканзас, США с населением в 45 629 человек по статистическим данным переписи 2000 года. Столица округа находится в городе Эль-Дорадо.
Округ Юнион был образован 2 ноября 1829 года и получил своё название в знак признания удовлетворённого властями прошения граждан о создании нового округа, «во имя объединения и всеобщего единства».

## География
По данным Бюро переписи населения США округ Юнион имеет общую площадь в 2732 квадратных километра, из которых 2691 кв. километр занимает земля и 41 кв. километр — вода. Площадь водных ресурсов округа составляет 1,55 % от всей его площади.

### Соседние округа
- Уошито — северо-запад
- Калхун — север
- Брадли — северо-восток
- Ашли — восток
- Морхаус, штат Луизиана — юго-восток
- Юнион, штат Луизиана — юг
- Клейборн, штат Луизиана — юго-запад
- Колумбия — запад

## Демография

Диаграмма распределения населения округа по возрастным диапазонам. Данные переписи населения 2000 года

По данным переписи населения 2000 года в округе Юнион проживало 45 629 человек, 12 646 семей, насчитывалось 17 989 домашних хозяйств и 20 676 жилых домов. Средняя плотность населения составляла 17 человек на один квадратный километр. Расовый состав округа по данным переписи распределился следующим образом: 66,15 % белых, 31,97 % чёрных или афроамериканцев, 0,24 % коренных американцев, 0,40 % азиатов, 0,01 % выходцев с тихоокеанских островов, 0,77 % смешанных рас, 0,46 % — других народностей. Испано- и латиноамериканцы составили 1,14 % от всех жителей округа.
Из 17 989 домашних хозяйств в 32,20 % — воспитывали детей в возрасте до 18 лет, 51,30 % представляли собой совместно проживающие супружеские пары, в 15,20 % семей женщины проживали без мужей, 29,70 % не имели семей. 26,90 % от общего числа семей на момент переписи жили самостоятельно, при этом 12,10 % составили одинокие пожилые люди в возрасте 65 лет и старше. Средний размер домашнего хозяйства составил 2,48 человека, а средний размер семьи — 3,00 человека.
Население округа по возрастному диапазону по данным переписи 2000 года распределилось следующим образом: 25,90 % — жители младше 18 лет, 8,30 % — между 18 и 24 годами, 27,00 % — от 25 до 44 лет, 22,70 % — от 45 до 64 лет и 16,10 % — в возрасте 65 лет и старше. Средний возраст жителей округа составил 38 лет. На каждые 100 женщин в округе приходилось 91,60 мужчины, при этом на каждых сто женщин 18 лет и старше приходилось 86,00 мужчины также старше 18 лет.
Средний доход на одно домашнее хозяйство в округе составил 29 809 долларов США, а средний доход на одну семью в округе — 36 805 долларов. При этом мужчины имели средний доход в 31 868 долларов США в год против 19 740 долларов США среднегодового дохода у женщин. Доход на душу населения в округе составил 16 063 доллара США в год. 14,70 % от всего числа семей в округе и 18,70 % от всей численности населения находилось на момент переписи населения за чертой бедности, при этом 25,80 % из них были моложе 18 лет и 14,30 % — в возрасте 65 лет и старше.

## Главные автодороги
- US 63
- US 82
- US 167
- AR 7
- AR 15

## Населённые пункты
- Калион
- Эль-Дорадо
- Фелсентал
- Хаттиг
- Джанкшен-Сити
- Маунт-Холли
- Норфлет
- Смаковер
- Стронг